# Петро Гембицький
Петро Гембіцький, іноді Пйотр Гембицький; пол. Piotr Gembicki; 10 жовтня 1585 — 14 липня 1657) — державний та релігійний діяч Республіки Обох Націй (Речі Посполитої), священник і єпископ Римо-Католицької Церкви. Представник польського шляхетського роду Гембицьких гербу Наленч. Великий канцлер коронний (1638—1643), сенатор. Великий підканцлер коронний (1635—1638), великий референдар коронний (1633—1635). Єпископ перемишльський (22 вересня 1635–1642) і краківський (10 листопада 1642—1657).

## Біографія

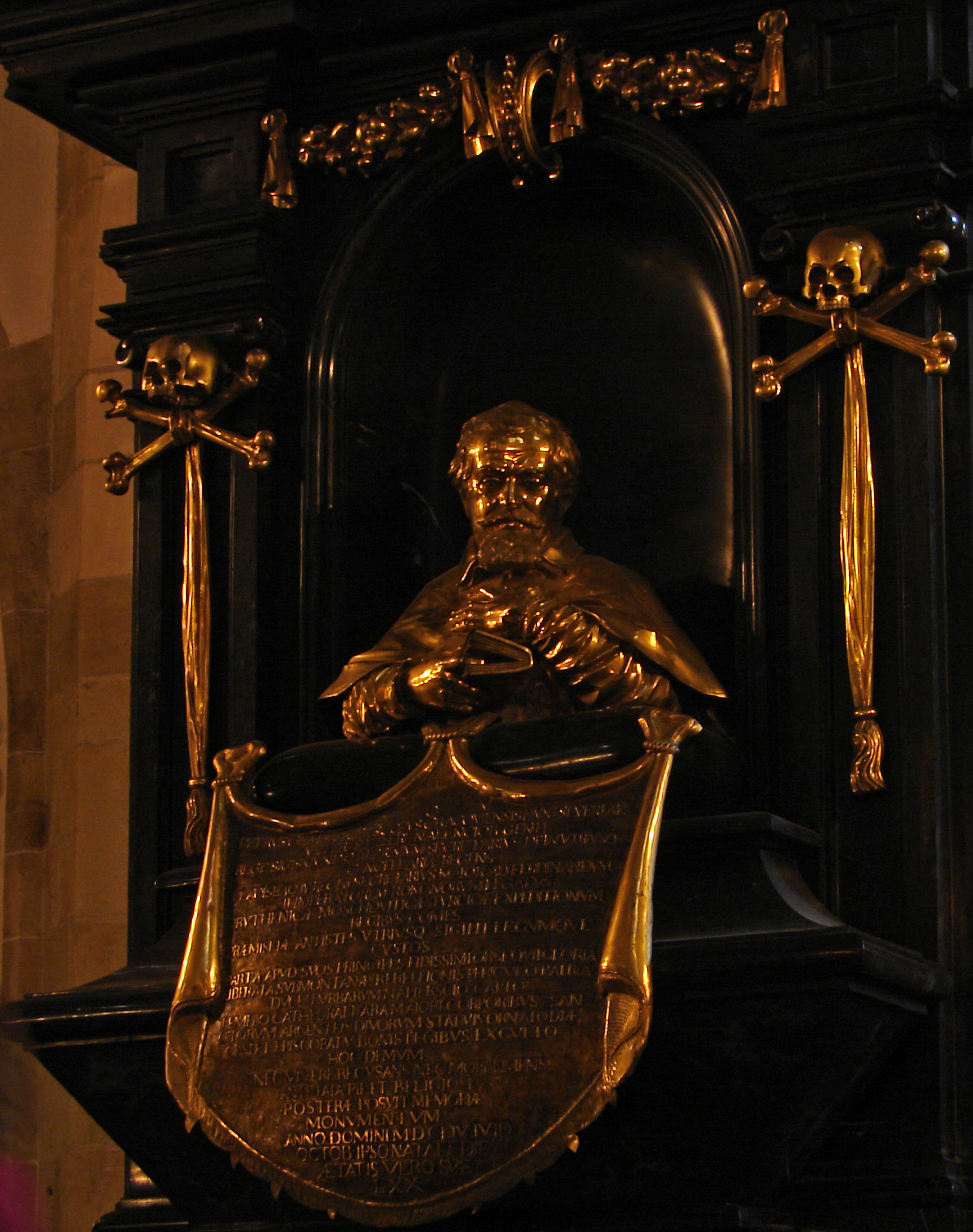
Надгробок

Найстарший син Яна Гембицького і його дружини Катерини (Катажини) Целецької.
Навчався у Познані, Кракові, Вюрцбурзі, Римі й Болонії (1602—1612). Завдяки сприянню двоюрідного стрийка Лаврентія став придворним короля Сигізмунда ІІІ Вази після повернення додому, де пізніше отримав посаду королівського секретаря.
Прийнявши священство 1614 року (за іншою версією — перед чи у 1613 році), невдовзі став куявським деканом і пробощом Плоцька. Став влоцлавським, а згодом гнезненським і краківським каноніком. Працював у королівській канцелярії (з 1617). У 1618 році став коад'ютором Гнезненської кустодії, а у 1622 році — гнезненським кустошом. У 1625 році отримав посаду краківського декана. Двічі був адміністратором Краківської дієцезії (1630, 1631). Був послом до Риму (1615 року, звідти привіз паллій для двоюрідного дядька Лаврентія), Пруссії і Відня (1644). У березні 1635 року брав участь в перемовинах з московськими послами у Варшаві.
Встановив статути краківської капітули, посилив дисципліну духовенства, підтримував діяльність Ордену кармелітів. Збудував Краківський єпископський палац, розбудував Вавельський собор. Підтримав обрання Яна ІІ Казимира на польський престол. 1651 року наказав збройно придушити селянське повстання Олександра Костки-Наперського. Під час шведської навали 1655 року переховувався у Спиському старостві. Погоджувався на обрання новим польським королем Карла Х Густава за умови розбиття ним козаків і московитів.
Помер у Ратиборі, Верхня Сілезія. За заповітом пожертував свій маєток на доброчинні цілі. Похований у Вавельському соборі, праворуч головного вівтаря.